# Сейшелы на летних Олимпийских играх 2000
Сейшелы принимали участие в Летних Олимпийских играх 2000 года в Сиднее в пятый раз за свою историю, но не завоевали ни одной медали. Сборную страны представляли 9 спортсменов.

## Состав олимпийской сборной Сейшельских островов

### Дзюдо
Спортсменов — 1
Соревнования по дзюдо проводились по системе на выбывание. В утешительные раунды попадали спортсмены, проигравшие полуфиналистам турнира. Два спортсмена, одержавших победу в утешительном раунде, в поединке за бронзу сражались с проигравшими в полуфинале.
Мужчины
| Спортсмен       | Категория | 1/32               | 1/16                                   | 1/8                | Четвертьфиналы     | Полуфиналы         | Первый доп. раунд                  | Утешительный четвертьфинал | Утешительный полуфинал | За 3 место Финал   | Место |
| Спортсмен       | Категория | Соперник Результат | Соперник Результат                     | Соперник Результат | Соперник Результат | Соперник Результат | Соперник Результат                 | Соперник Результат         | Соперник Результат     | Соперник Результат | Место |
| --------------- | --------- | ------------------ | -------------------------------------- | ------------------ | ------------------ | ------------------ | ---------------------------------- | -------------------------- | ---------------------- | ------------------ | ----- |
| Франсис Лабросс | до 60 кг  |                    | Алишер Мухтаров (UZB) пор. 0000 — 1000 | Не прошёл          | Не прошёл          | Не прошёл          | Омар Ребахи (ALG) пор. 0001 — 1011 | Не прошёл                  | Не прошёл              | Не прошёл          | 13    |

### Плавание
Спортсменов — 1
В следующий раунд на каждой дистанции проходили лучшие спортсмены по времени, независимо от места занятого в своём заплыве.
Мужчины
| Спортсмен         | Соревнование   | Предварительные заплывы | Предварительные заплывы | Полуфиналы | Полуфиналы | Финал     | Финал     |
| Спортсмен         | Соревнование   | Результат               | Место                   | Результат  | Место      | Результат | Место     |
| ----------------- | -------------- | ----------------------- | ----------------------- | ---------- | ---------- | --------- | --------- |
| Бенжамин Ло-Пинто | 100 м на спине | 58,90                   | 47                      | Не прошёл  | Не прошёл  | Не прошёл | Не прошёл |